# امیرحسین اعتمادی
امیرحسین اعتمادی بزرگ (متولد نوامبر ۱۹۸۱) کنشگر سیاسی و فعال دانشجویی سابق ایرانی است. اعتمادی که خود را برانداز می‌خواند از نظر سیاسی از رضا پهلوی پشتیبانی می‌کند و مشاور اوست.

## فعالیت های دانشجویی
اعتمادی فعالیت‌های سیاسی خود را وقتی در سال ۱۹۹۹ برای تحصیل مهندسی مکانیک وارد دانشکده فنی دانشگاه تهران شد آغاز کرد. او از سال ۲۰۰۰ تا ۲۰۰۳ عضو انجمن اسلامی دانشجویان دانشکده فنی بود. در نوامبر ۲۰۰۲ او انتشار روزنامه سیاسی دانشجویی فردا را در یک ورق در دانشگاه تهران آغاز کرد. در ناآرامیهای خرداد ۱۳۸۲ تهران، اعتمادی و چند دانشجوی دیگر بازداشت و در زندان اوین محبوس شدند.خانواده آنان با حضور در کمیسیون اصل نود مجلس شورای اسلامی نسبت به نامشخص بودن وضع آنان معترض شدند. اعتمادی در مرداد آن سال آزاد شد. روابط عمومی دادسرای عمومی و انقلاب تهران در اطلاعیه ای در مورد آنان اعلام کرد: «بنا به موافقت رهبری با درخواست آزادی دانشجویانی که در وقایع اخیر دستگیر شده‌اند و از فتنه گران و آشوبگران اعلام برائت جسته و وفاداری خود را نسبت به نظام مقدس جمهوری اسلامی اعلام می‌دارند، این دانشجویان آزاد شده‌اند.» این دانشجویان معتقد بودند آزادیشان به این خاطر بوده که دادستانی در بازجویی‌هایش از آنان شواهدی از آنان برای در جهت مختل کردن امنیت ملی و فعالیت مسلحانه پیدا نکرده و عفو رهبری پوششی برای آزادیشان بوده است.
اعتمادی از جمله دانشجویان طیف لیبرال دانشگاه تهران بود. اعتمادی از بنیانگذاران گروه دانشجویان و دانش‌آموختگان لیبرال ایران بود. در جریان انتخابات ریاست جمهوری ۱۳۸۸ ایران، اعتمادی از جمله افراد و مسئول ستاد استانی مهدی کروبی، یکی از دو نامزد اصلاح طلب، بود. او سردبیری وبسایت‌های بامدادخبر و تقاطع را برعهده داشته است.

## فعالیت های سیاسی
اعتمادی از سپتامبر ۲۰۱۰ مجبور به ترک ایران شد، ابتدا به عنوان پناهنده به ترکیه و در اکتبر ۲۰۱۱ به آمریکا رفت. اعتمادی در سال ۱۳۸۹، «جمهوری فدرال ایران» را نظام سیاسی مطلوب خود برای ایران خواند.
اعتمادی در برابر کمیته روابط خارجی مجلس نمایندگان ایالات متحده آمریکا شهادت داده است.
اعتمادی از مؤسسین و اثرگذارترین اعضای گروه فرشگرد بود. فرشگرد که خود را یک «شبکه کنش سیاسی» می‌خواند از رضا پهلوی آخرین ولیعهد ایران حمایت می‌کرد. اعتمادی مبارزه پیوسته و ثابت قدمانه پهلوی علیه حکومت جمهوری اسلامی ایران و «این که پهلوی‌ها برای توسعه ایران بسیار کار کرده‌اند» را دلیل حمایت خود از پهلوی خوانده است.
پس از انتخاب دونالد ترامپ در سال ۲۰۱۶ به ریاست جمهوری آمریکا، سی فعال سیاسی از جمله اعتمادی در نامه ای به او خواستند که دولت جدید آمریکا «تحریم‌های موجود علیه سپاه پاسداران انقلاب اسلامی و امپراتوری مالی آیت‌الله خامنه‌ای را گسترش دهد.» این نامه واکنش‌های موافق و مخالف گسترده‌ای در رسانه‌های اجتماعی ایرانی برانگیخت و ۳۱۷ فعال سیاسی دیگر در بیانیه ای امضا کنندگان آن نامه را مشتاق «تند شدن فضا و اعمال تحریم و احتمالاً برخورد نظامی» خواندند.
اعتمادی هم‌اکنون نزدیکترین مشاور رضا پهلوی است. او پهلوی را در سفر او به اسرائیل در سال ۲۰۲۳ همراهی کرد.
در سال ۲۰۲۰، اعتمادی از امضاکنندگان نامه‌ای بود که از صندوق بین‌المللی پول درخواست می‌کرد به ایران یک وام ۵ میلیارد دلاری برای مقابله با کروناویروس-۲۰۱۹ را ندهد. به اعتقاد امضاکنندگان این نامه ایران از منابع مالی لازم برای مقابله با این دنیاگیری برخوردار بود.